# Медісон (Пенсільванія)
Медісон (англ. Madison) — місто (англ. borough) в США, в окрузі Вестморленд штату Пенсільванія. Населення — 364 особи (2020). Отримав свій офіційний статус 3 жовтня 1876 року.

## Географія
Медісон розташований за координатами 40°14′44″ пн. ш. 79°40′29″ зх. д. / 40.24556° пн. ш. 79.67472° зх. д. (40.245557, -79.674861). За даними Бюро перепису населення США у 2010 році місто мало площу 1,13 км², уся площа — суходіл.

## Демографія
Згідно з переписом 2010 року, у селищі мешкало 397 осіб у 182 домогосподарствах у складі 124 родин. Густота населення становила 351 особа/км². Було 192 помешкання (170/км²).
Расовий склад населення:
| - 99,5 % — білих - 0,3 % — чорних або афроамериканців |

До двох чи більше рас належало 0,0 %. Частка іспаномовних становила 0,5 % від усіх жителів.
За віковим діапазоном населення розподілялося таким чином: 13,1 % — особи молодші 18 років, 65,0 % — особи у віці 18—64 років, 21,9 % — особи у віці 65 років та старші. Медіана віку мешканця становила 52,1 року. На 100 осіб жіночої статі у селищі припадало 86,4 чоловіків; на 100 жінок у віці від 18 років та старших — 84,5 чоловіків також старших 18 років.
Середній дохід на одне домашнє господарство становив 66 384 долари США (медіана — 55 625), а середній дохід на одну сім'ю — 78 069 доларів (медіана — 68 182). Медіана доходів становила 49 250 доларів для чоловіків та 38 750 доларів для жінок. За межею бідності перебувало 4,0 % осіб, у тому числі 0,0 % дітей у віці до 18 років та 4,0 % осіб у віці 65 років та старших.
Цивільне працевлаштоване населення становило 193 особи. Основні галузі зайнятості: освіта, охорона здоров'я та соціальна допомога — 20,2 %, виробництво — 19,2 %, роздрібна торгівля — 13,0 %, будівництво — 13,0 %.